# Гемстергейс, Тибериус
Тибериус Гемстергейс (нидерл. Tjebbe или Tiberius Hemsterhuis, лат. Tiberius Hemsterhusius, Тиберий Хемстерхузий; 9 января 1685, Гронинген — 7 апреля 1766, Лейден) — выдающийся голландский филолог и гуманист, профессор греческого языка в университете города Лейдена.
Основные сделанные им издания:
- «Ономастикон» Поллукса (Pollucis Onomasticon; 1706),
- диалоги Лукиана (Luciani colloquia etc.; 1708),
- «Плутос» Аристофана (Aristophanis Plutus; 1744),
- Anecdota Hemsterhusiana (изд. 1825) и др.

После смерти Гемстергейса книгу о нем Архивная копия от 1 августа 2016 на Wayback Machine написал Рункен.
Сын Тиберия, Франц Гемстергейс (1721—1790) известен как один из талантливых популяризаторов философии британца Локка. Его «Oeuvres philosophiques» изданы в 1792 и 1850 годах.